# Retention (NVRAM)
Retention ist ein Begriff aus der Mikroelektronik, speziell der Technologie von NVRAMs, also nichtflüchtiger Speicher. Es handelt sich um die vom Hersteller des Speichers spezifizierte Zeit, in der eine einmal eingespeicherte Information fehlerfrei bleibt, das heißt keine Datenverluste auftreten. Eine Garantie gegen Datenverlust bedeutet das nie. Typische Werte reichen bis zu 20 Jahren, wobei allerdings zusätzliche Bedingungen (Zeit des Bausteins unter Betriebsbedingungen, Temperaturprofile während des Betriebs und der Lagerung) genannt werden können. Teilweise werden zur Erreichung solcher Retention-Werte auch Fehlerkorrekturverfahren eingesetzt.
Der technische Grund für die Einschränkung der Retention eines NVRAM liegt bei den heute üblicherweise eingesetzten Flash-Speichern in der spontanen (das heißt höchstens statistisch erfassbaren) Abwanderung von Elektronen aus dem zentralen speichernden Funktionsteil der Speicherzelle, dem Floating Gate. Zur Verbesserung des Verhaltens kann in der Regel – außer der Optimierung des Herstellungsverfahrens (siehe Halbleitertechnologie) – nur eine bestimmte Isolationsschicht in der Speicherzellstruktur dicker ausgeführt werden, was zu Einschränkungen einer zweiten Kenngröße eines NVRAM, der Endurance führen kann.